# دونگا ورباوا
دونگا ورباوا (به صربی: Donja Vrbava) یک منطقهٔ مسکونی در صربستان است.